# Leyla Patricia Quintana Marxelly
Leyla Patricia Quintana Marxelly (Santa Tecla, 2 aprile 1970 – 11 luglio 1991) è stata una poetessa e guerrigliera salvadoregna.

## Biografia
Leyla Patricia Quintana Marxelly, conosciuta con lo pseudonimo di Amada Libertad, è stata una poetessa e guerrigliera arruolata come radarista nell'Ejército Revolucionario del Pueblo, in San Salvador, caduta in combattimento durante un'eclissi solare, sul vulcano di San Salvador. Grazie alla madre, i suoi versi sono stati portati in salvo ed hanno ricevuto riconoscimenti, quali il Wang Interdata, nel 1990, e il Juegos Florales de Zacatecoluca, nel 1991. Leyla ha combattuto con altri due guerriglieri, oggi poeti riconosciuti a livello mondiale: Otoniel Guevara e Kenny Rodriguez. Le poesie di Leyla pervenivano dal fronte clandestino arrotolate nel nastro adesivo e nascoste nei contenitori dei rullini fotografici, trasportate in segreto da una "staffetta", il più delle volte proprio dalla compagna Kenny Rodriguez. Grazie a questo lavoro la madre, Argelia Quintana, riuscì a raccogliere oltre duecento scritti e pubblicarli nei libri “Larga trenza de amor”, “Las burlas de la vida”, “Pueblo” y “Libertad va cercando”, “Destino” e “En la punta del delirio ”

### Studi
Leyla Quintana ha studiato e si è diplomata presso il Collegio Maria Immacolata di San Salvador. In seguito si è iscritta all'Università di El Salvador, all'indirizzo Giornalismo.

### Morte
L'11 luglio del 1991, durante l'eclissi totale, a seguito di alcuni scontri a fuoco, Leyla è fuggita verso il vulcano. Accerchiata dall'esercito è stata uccisa da un colpo di arma da fuoco. Il corpo rinvenuto dai compagni di guerriglia è stato riconsegnato alla madre.

## Elenco delle opere

### In San Salvador
- Larga trenza de amor 1994
- burlas de la Vida 1996
- Pueblo 1996
- Lectura de Cicatrices 2000
- Destinos 2011
- Volveré 2012

### In Italia
- Libertà va cercando 1997
- Questo amore, più forte del tuo silenzio, Gilgamesh Edizioni 2015 ISBN 9788868670825